# Патанамтитта
Патанамтитта (англ. Pathanamthitta) — город в индийском штате Керала. Административный центр округа Патанамтитта. Расположен в 43 км от Аллеппи и в 47 км от Коллам. Средняя высота над уровнем моря — 18 метров. По данным всеиндийской переписи 2001 года, в городе проживало 37 802 человека. Уровень грамотности взрослого населения составлял 93 % (при общеиндийском показателе 59,5 %). 
В 36 км от Патанамтитты расположено индуистское место паломничество Сабаримала.